# Tipula (Acutipula) kuzuensis
Tipula (Acutipula) kuzuensis is een tweevleugelige uit de familie langpootmuggen (Tipulidae). De soort komt voor in het Palearctisch gebied.